# Mercedes-Benz SLR McLaren Stirling Moss
De Mercedes-Benz SLR McLaren Stirling Moss is een speedster uitvoering van de Mercedes-Benz SLR McLaren die vernoemd is naar Stirling Moss, een legendarische autocoureur van Mercedes-Benz. Er was al bekend dat Mercedes-Benz met een speedster-versie zou komen, de naam SLR McLaren Stirling Moss is bekendgemaakt in december 2008. De auto werd voor het eerst getoond op de Detroit NAIAS, begin 2009.
De SLR McLaren Stirling Moss had dezelfde motor als de SLR McLaren 722. Dit betekende een vermogen van 478 kW (650 pk) en een koppel van 820 Nm.